# ヘンリー・ローズ
ヘンリー・ローズ（英: Henry Lawes, 1595年12月5日 - 1662年10月21日）は、イングランドの音楽家、作曲家。
ローズはウィルトシャーのディントン（en:Dinton, Wiltshire）で生まれ、当時の有名な作曲家、ジョン・コプラリオことジョン・クーパーの下で音楽の勉強をした。1626年、「チャペル・ロイヤルのジェントルマン（Gentlemen of the Chapel Royal）」に選ばれ、イングランド共和国が教会音楽をやめさせるまで、その地位にあった。しかしその後もローズは作曲家としての仕事を続け、1653年には有名な声楽曲集『Ayres and Dialogues for One, Two and Three Voyces（1声、2声、3声のためのエアーとディアローグ）』を、さらに同じタイトルでもう2冊、1655年と1658年に出版した。1660年のイングランド王政復古でローズはチャペル・ロイヤルに復職し、チャールズ2世の戴冠式のためのアンセムを作曲した。ローズは死後ウェストミンスター寺院に埋葬された。
ローズの名前が音楽界を越えて広く知られるようになったのは、友人のジョン・ミルトンのおかげである。ローズはミルトン作の仮面劇『コーマス（Comus）』のための劇付随音楽を作曲し、それは1634年に初演された。ミルトンはその御礼に、有名なソネットで友人ローズの名を不滅のものにした。ミルトンはその中でローズのすばらしい長所を叙述した。ちなみにミルトンの音楽に対する理解は、詩人の中でも非凡なものがあった。詩の中の言葉に対する繊細な注意、言葉から自然に育ったように見える曲の様式、韻律のアクセントと曲との完璧な一致——そのことから、ローズの歌曲をロベルト・シューマンのレベルにあると見なす者もいる。ローズは本物の旋律の発明の才に欠けていなかったと同時に、合唱用に編曲されたものも対位法の熟練した使い方を示している。
弟のウィリアム・ローズも同じく作曲家である。